# Sumatar
Koordinaten: 36° 59′ 36″ N, 39° 20′ 15″ O
Sumatar, auch Eski Sumatar (türkisch für Alt-Sumatar), Sumatar Harabesi (Ruinen von Sumatar) oder Soğmatar war in antiker Zeit eine Wasserstelle und Residenz von Statthaltern der Regenten von Edessa, dem heutigen Şanlıurfa in der Südosttürkei. Heute sind unter anderem Reste von sieben Gebäuden erhalten, möglicherweise stellen sie ein aus mehreren Gestirnstempeln bestehendes Planetenheiligtum der Religionsgemeinschaft der Sabier dar. Der heute unbedeutende Ort scheint in den ersten beiden Jahrhunderten n. Chr. geblüht zu haben. Man erreicht den abgelegenen Platz bei bzw. in Yağmurlu von Şanlıurfa aus entweder über Harran (40 km Asphalt) und dann weitere ca. 40 km via Han El Barur, Şuayb Antik Şehri, (teilweise  Asphaltstraße) und Dilimli (Staubstrecke) oder über die E90 Richtung Mardin ca. 35 km bis zum Abzweig nach Tepedibi (rechts ab südwärts, zumeist Staubstrecke) weitere 30 km via Asri, Karahisar und Uḡurlu.
Allerdings sollten Sumatar und Soğmatar nicht miteinander verwechselt werden, auch wenn in der Literatur beide Bezeichnungen für den Ort Yamurlu inzwischen gebräuchlich geworden sind. Sumatar ist eigentlich der frühere Name des ehemaligen Amtsbezirkszentrums (Bucak) Yardımcı, derzeit Ortsteil von Eyyübiye zwischen Şanlıurfa und Harran im Landkreis (İlçe) Eyyübiye in der Provinz (İl) Şanlıurfa, und Soğmatar betrifft die historische Stätte im Ort Yamurlu, Ortsteil (Mahalle) des 30 km westlich gelegenen Eyyübiye.

## Forschungsgeschichte
Der arabische Philosoph und Reisende al-Mas'udi besuchte bereits im 10. Jahrhundert den Ort und beschrieb Tempel für jeden der sieben Planeten, jeder in einer speziellen Form; offensichtlich waren die Ruinen damals noch weitaus besser erhalten. In neuerer Zeit war der französische Altorientalist Henri Pognon der erste, der 1901 und 1905 das Tektek-Gebirge bereiste und dabei die heute nach ihm benannte Höhle in Sumatar entdeckte und deren Reliefs und Inschriften beschrieb, wobei ihm allerdings Fehler unterliefen. Der britische Semitist Judah B. Segal erforschte 1952 eingehend die Ruinen von Sumatar und veröffentlichte 1953 seine Beschreibung. Der niederländische Religionshistoriker Hendrik J. W. Drijvers untersuchte 1977 die Gebäude.

## Anlage

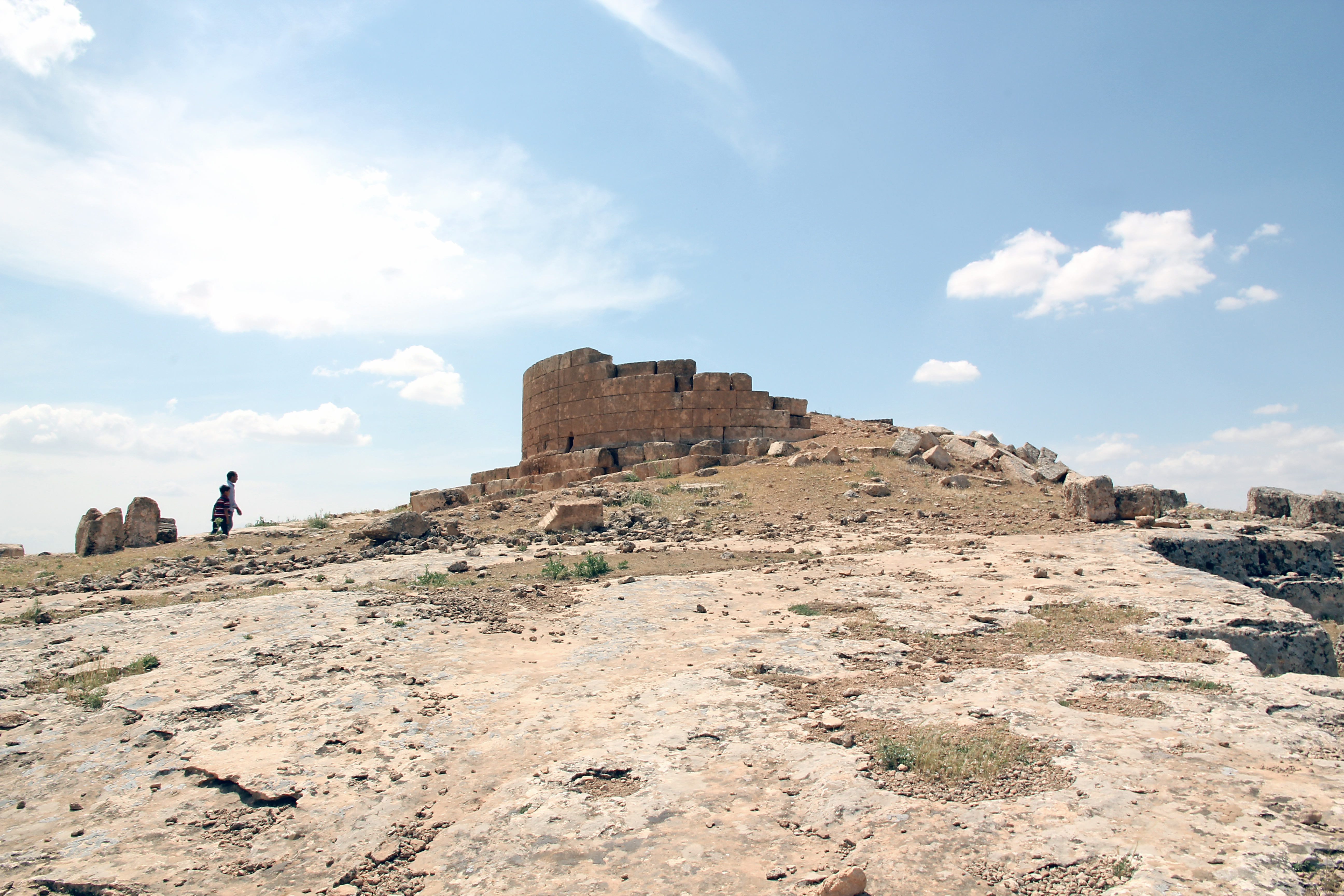
Eines der Hügelgebäude, laut Segal der Tempel der Venus

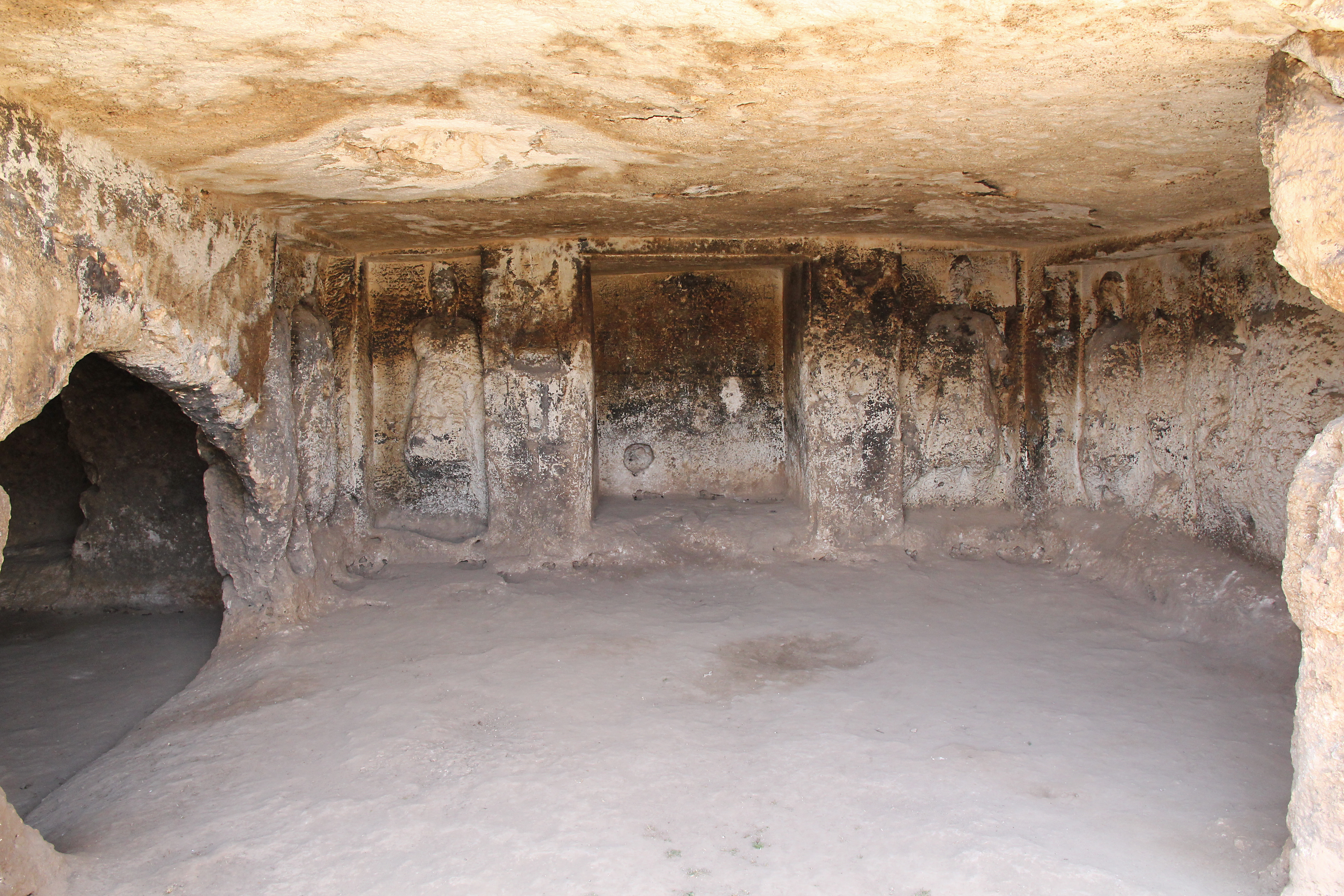
„Pognons Höhle“

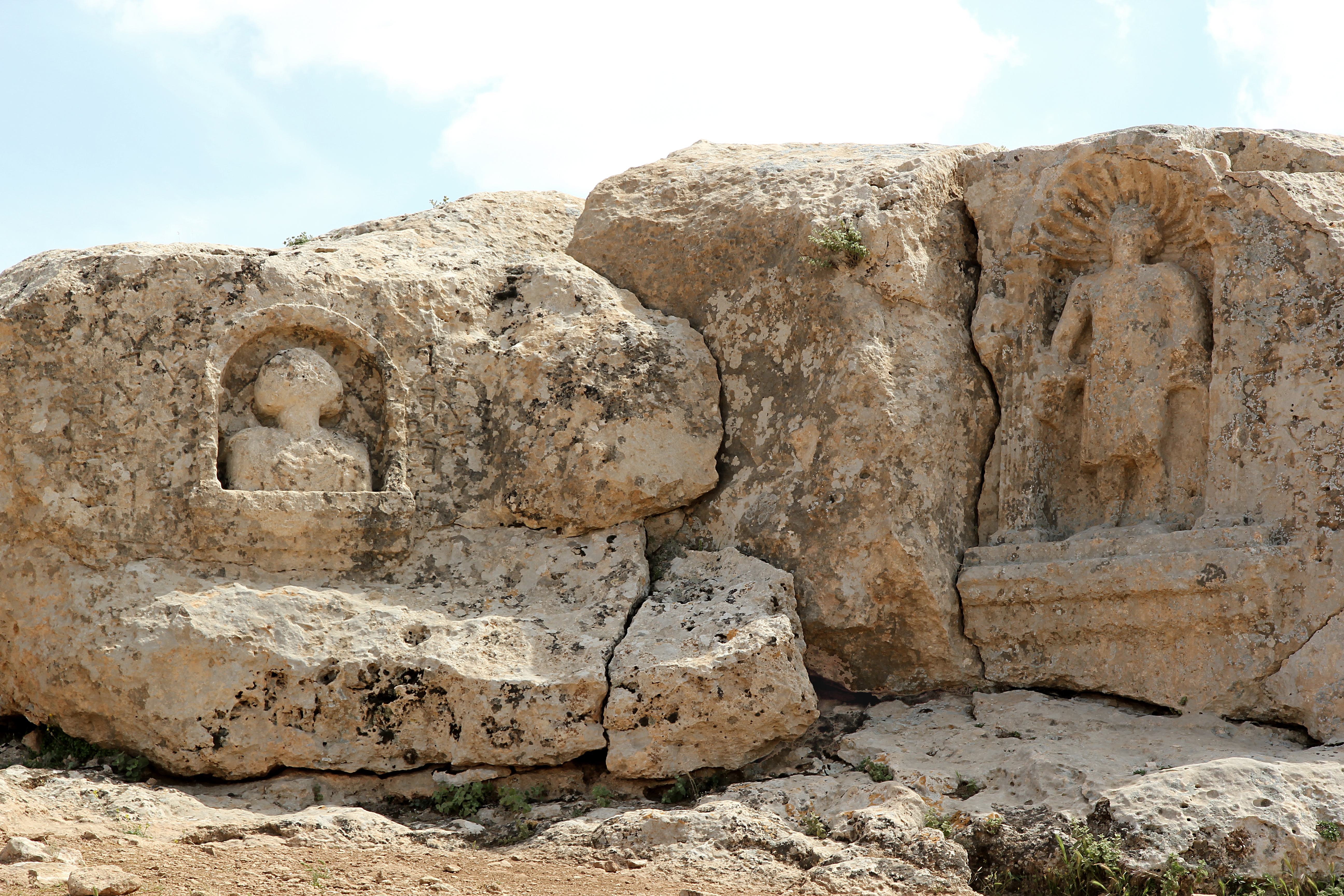
Reliefs auf dem Zentralhügel von Sumatar

Sumatar liegt inmitten der nahezu vegetationslosen Steinwüste der Tektek Dağları (Tektek-Gebirge) in Nordmesopotamien beim Dorf Yağmurlu im Bezirk Eyyübiye der Provinz Şanlıurfa, etwa 60 Kilometer südöstlich von Şanlıurfa und 40 Kilometer östlich von Harran  im Bereich des Tek Tek Dağları Milli Parkı (Tektek Dağları-Nationalpark). Die antike Anlage besteht aus einem Zentralhügel mit Inschriften und Reliefs, der sich etwa 50 Meter über das Gelände erhebt, und sieben Hügeln mit Tempeln oder Grabbauten, die sich über einen Halbkreis mit einem Radius von mehr als einem Kilometer im Westen und Nordwesten des Dorfes erstrecken. Inmitten des heutigen Dorfes, das von Arabern bewohnt wird, befindet sich zudem ein großer Tell, auf dem im Mittelalter eine Burg stand. Auf den Hügeln sind mehr oder weniger erhaltene Reste von Gebäuden erkennbar, zum Teil zylindrisch, zum Teil rund auf quadratischem Sockel und zum Teil rechteckig. Bei sechs der Gebäude ist eine darunterliegende Höhle mit bogenförmigen Grablegen (Arkosolien) in den Wänden vorhanden. Der Eingang der Grotten ist jeweils zum Zentralhügel ausgerichtet.
Auf diesem finden sich unterhalb des Gipfelplateaus auf der Nordseite zwei Reliefs. Das eine zeigt in einer Nische die Büste eines Mannes, daneben beidseitig syrische Inschriften. Diese besagen, dass das Bildnis von Šīlā für Tiridates, Sohn von Adonā, geschaffen wurde und den Mondgott Sin von Harran zeigt. Diese Identifikation wird durch eine hinter seinen Schultern sichtbare Mondsichel bestätigt. Das rechte Relief ist die Ganzkörperdarstellung einer männlichen Figur mit rundem Kopfschmuck und einem knielangen Gewand. Sie steht ebenfalls in einer Nische, hier mit seitlichen Pilastern und einer Archivolte ausgestattet. Laut der nebenstehenden Inschrift wurde es im Auftrag von Maʿna für den Gott geschaffen, am 13. Adar 476. Dieses Datum der seleukidischen Ära entspricht dem März 165 n. Chr. Der Gott ist mit großer Wahrscheinlichkeit wieder Sin, die dargestellte Person entweder der Auftraggeber Maʿna oder nochmals Sin. Weitere Inschriften auf dem Gipfel erwähnen eine Gottheit namens Marilaha, Herr der Götter, dem der erwähnte Tiridates hier einen Altar gebaut hat. Dieser Text ist ebenfalls auf das Jahr 165 datiert. Tiridates ist dabei ein typisch parthischer Name.
Etwa 500 Meter nördlich des zentralen Hügels, im Bereich des heutigen Dorfes Yağmurlu, liegt eine sich nach Osten öffnende Höhle, nach dem Entdecker Pognons Höhle genannt. Darin sind auf drei Seiten Reliefs und Inschriften eingearbeitet. Beidseitig einer Nische finden sich zwei schlecht erhaltene Figuren, die eine gehörnte, ovale Säule erkennen lassen. Diese Figur ist unter anderem von einer Münze aus Harran als Symbol von Sin bekannt, wobei die Hörner vermutlich die Enden der Mondsichel darstellen. Die anderen Reliefs stellen verschiedene, in den Inschriften namentlich genannte, Statthalter des Königs dar, wobei als sicher angenommen werden kann, dass damit entweder der in Edessa, dem heutigen Şanlıurfa, residierende König von Osrhoene gemeint ist, oder aber (weniger wahrscheinlich) der parthische Großkönig, von dem die Osrhoene abhängig war. Genannt werden die Namen Tiridates, Maʿni, Abgar, Waʿel. Mehrfach wird eine Funktion Statthalter von Arab (ʿRB) erwähnt, wobei die konkrete Bedeutung von Arab unklar bleibt, es handelt sich wohl nur um eine Region der näheren Umgebung, nicht etwa um ein größeres Gebiet. Mutmaßlich kontrollierte der „Statthalter“ im Auftrag des Königs nomadische Stämme. Bemerkenswert ist, dass sich in den Inschriften in Pognons Höhle Bezugnahmen sowohl auf römische als auch auf parthische Herrscher finden: Sumatar befand sich im 2. Jahrhundert im Grenzgebiet zwischen dem Imperium Romanum und dem Reich der Parther. Nach dem Partherkrieg des Lucius Verus von 162 bis 166 scheint der Ort dann unter römische Kontrolle gelangt zu sein.
Auf einem weiteren Hügel, etwa 250 Meter nördlich des Zentralbergs, sind Reste einer Befestigung sowie verschiedene Mauern und eingefasste Brunnen zu erkennen. Sie sind noch nicht näher bestimmt, möglicherweise sind sie mittelalterlichen Ursprungs.

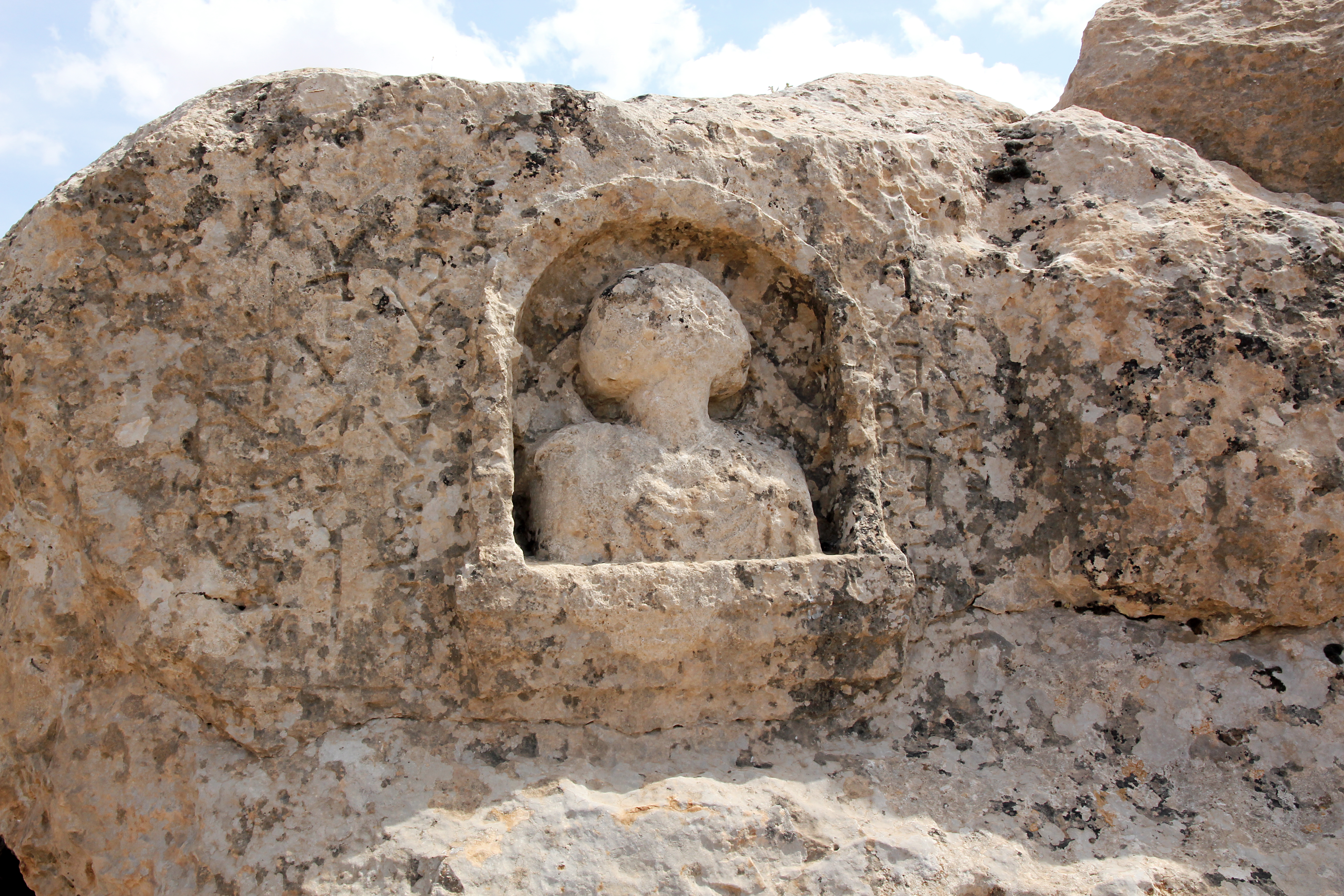
Relief am Zentralhügel
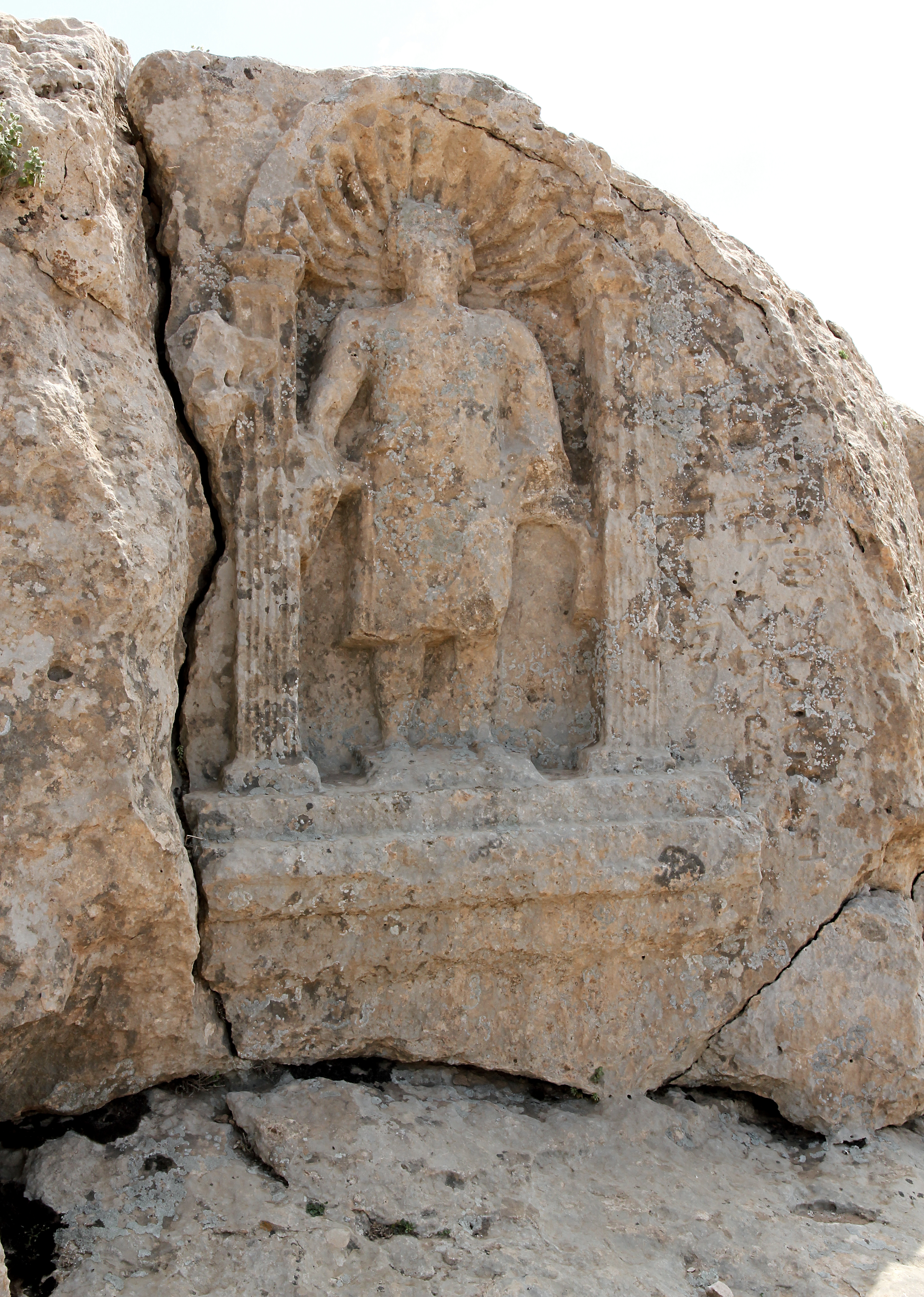
Relief am Zentralhügel
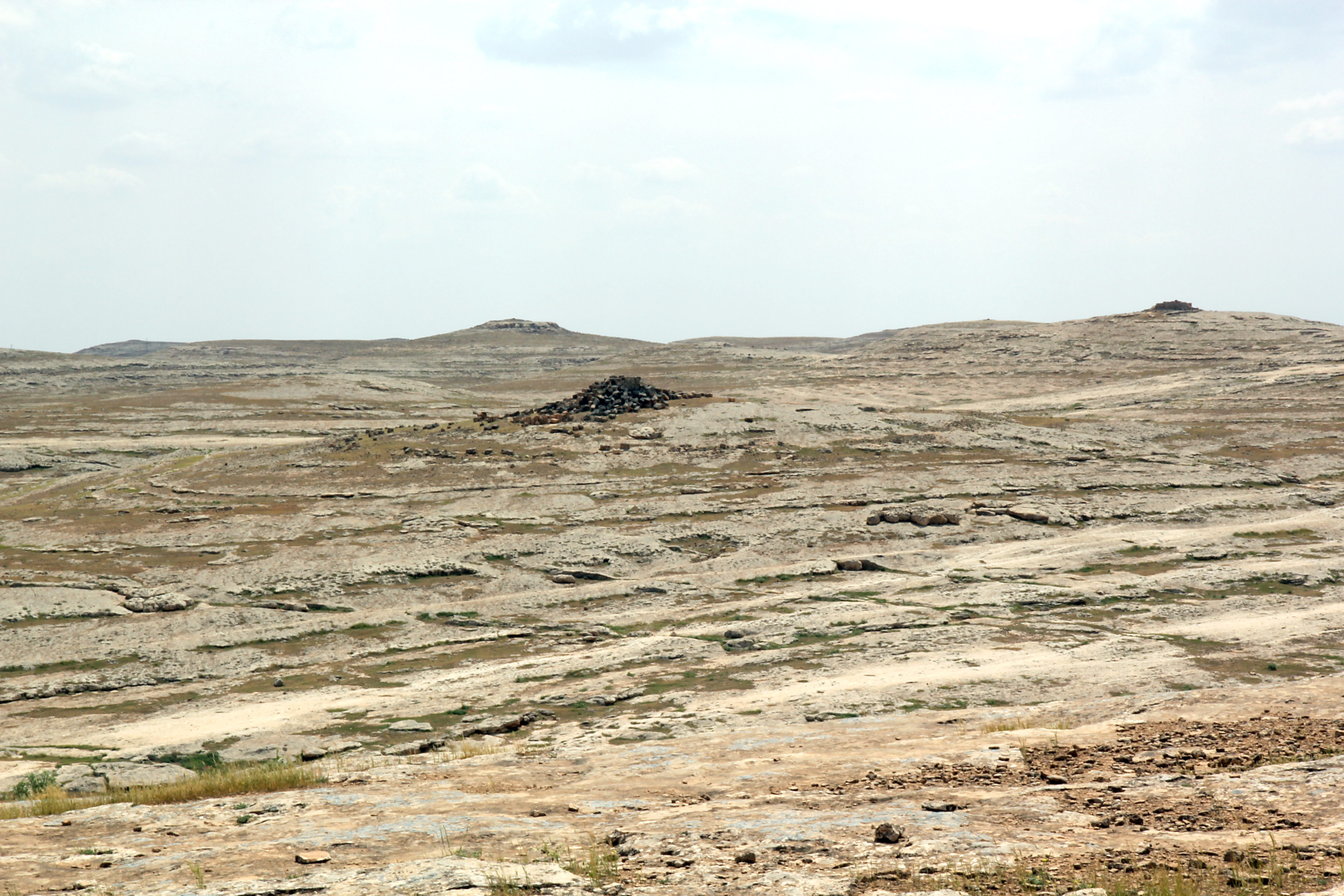
Weitere Hügel mit Bauwerken
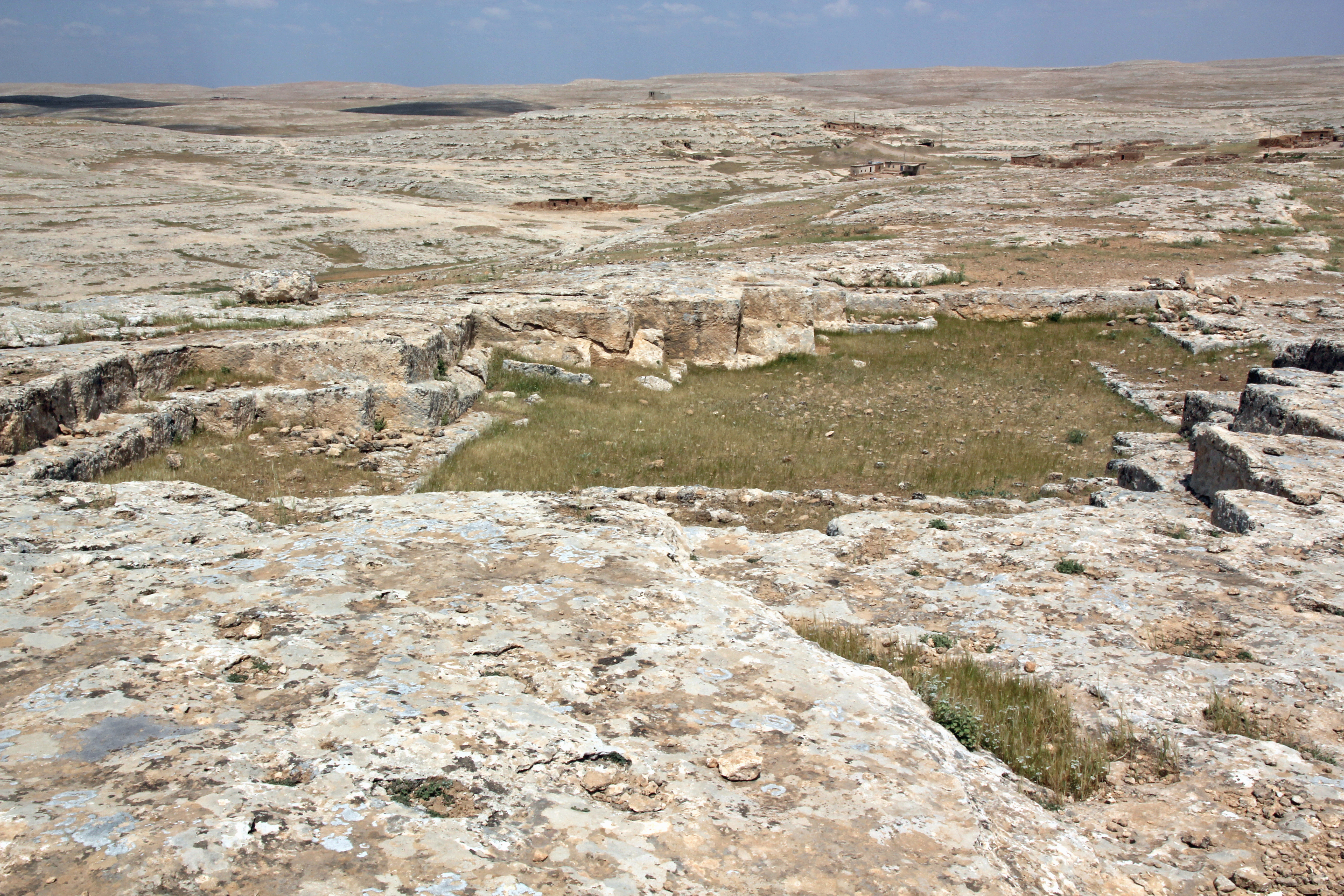
Unbekannte Struktur unterhalb des sog. Venustempels
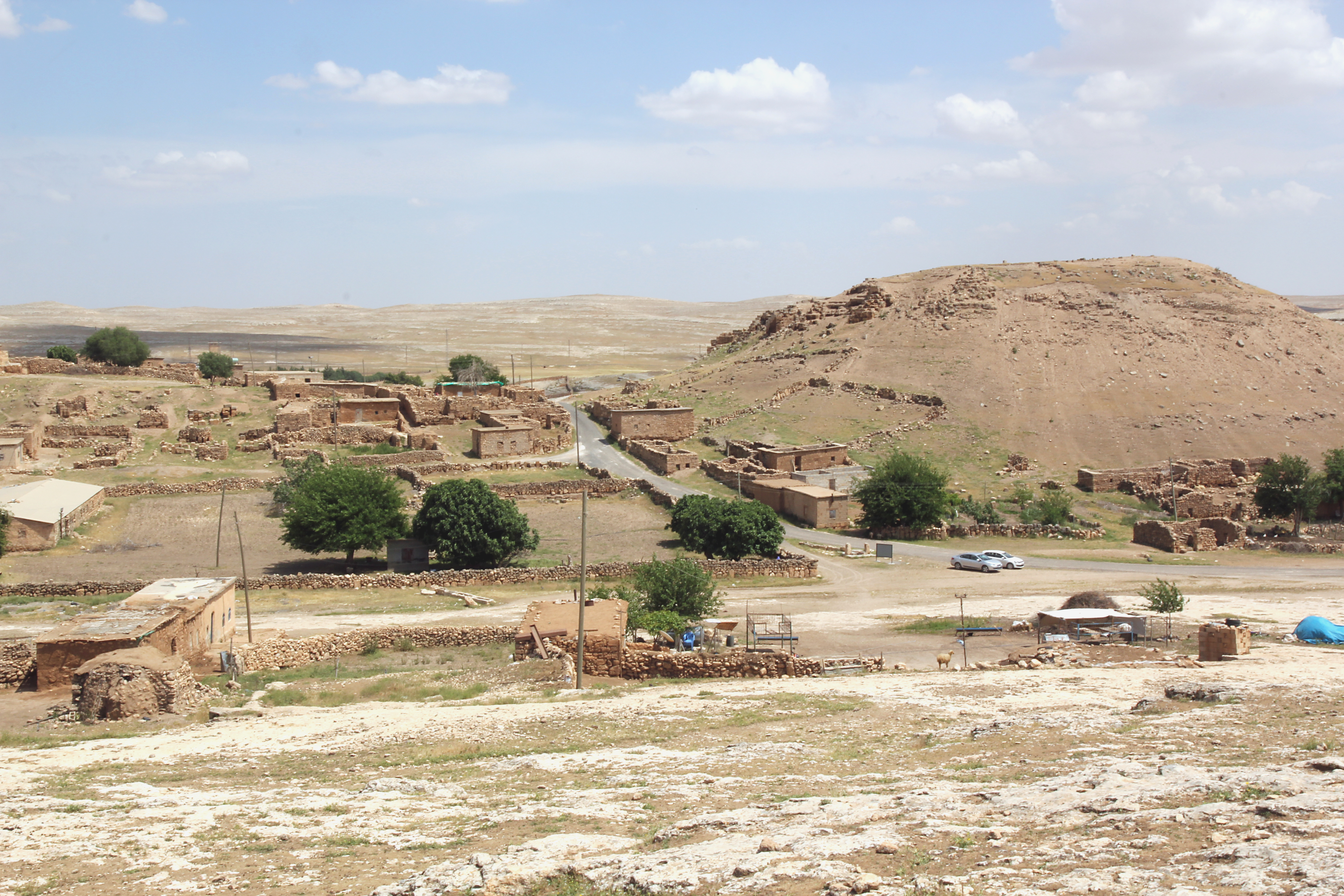
Dorf Yağmurlu mit mittelalterlichem Festungshügel bzw. Tell

## Deutung
J. B. Segal deutete, entsprechend der Beschreibung al-Mas'udis, die Ruinen als Kultanlage der auch im benachbarten Harran ansässigen Religionsgemeinschaft der Sabier. Die Gebäude auf den Hügeln ordnete er den im Planetenkult verehrten Gestirnsgottheiten Saturn, Jupiter, Mars, Sonne, Venus, Merkur und Mond zu. Drijvers hingegen sieht vor allem die Verehrung des Mondgottes Sin von Harran in Sumatar gegeben, deutet aber die Bauwerke nicht als Heiligtümer, sondern als Familiengräber der Statthalter von Arab und anderer hochgestellter Personen.